# La Comtesse de Somerive
Pour plus de détails, voir Fiche technique et Distribution.
La Comtesse de Somerive est un film muet français réalisé par Georges Denola et Jean Kemm, sorti en 1917.
Ce film est une adaptation de la pièce éponyme de Théodore Barrière, drame en 4 actes, créée à Paris, au théâtre du Gymnase, le 20 avril 1872.

## Fiche technique
- Titre : La Comtesse de Somerive
- Réalisation : Georges Denola et Jean Kemm
- Scénario : d'après la pièce éponyme de Théodore Barrière
- Photographie :
- Montage :
- Producteur :
- Société de production : Société cinématographique des auteurs et gens de lettres (S.C.A.G.L)
- Société de distribution :  Pathé Frères
- Pays de production :  France
- Langue : film muet avec les intertitres en français
- Format : Noir et blanc — 35 mm — 1,33:1 — Muet
- Genre : Film dramatique
- Métrage : 1 266 mètres
- Durée : 42 minutes
- Date de sortie :
  - France : 14 décembre 1917

## Distribution
- Henri Mayer : Le Comte de Somerive
- Armand Tallier : Kerdren
- Hélène Plet : La Marquise de Somerive
- Émilienne Dux : Mme Valory
- Renée Falconetti : Alix Valory
- Madeleine Soria : Lucienne de Somerive